# Modern Times (album, Jefferson Starship)
Modern Times je studiové album skupiny Jefferson Starship, vydané v dubnu 1981. Album produkoval Ron Nevison a vyšlo u Grunt Records. Na albu se po tříleté přestávce podílela i zpěvačka Grace Slick.

## Seznam skladeb
| Strana 1 | Strana 1           | Strana 1           | Strana 1 | Strana 1 |
| Pořadí   | Název              | Hudba              | Text     | Délka    |
| -------- | ------------------ | ------------------ | -------- | -------- |
| 1.       | Find Your Way Back | Chaquico, Borsdorf | Chaquico | 4:15     |
| 2.       | Stranger           | P. Sears           | J. Sears | 4:44     |
| 3.       | Wild Eyes (Angel)  | Kantner            | Kantner  | 4:02     |
| 4.       | Save Your Love     | P. Sears           | J. Sears | 5:58     |

| Strana 2 | Strana 2                                   | Strana 2 | Strana 2           | Strana 2 |
| Pořadí   | Název                                      | Hudba    | Text               | Délka    |
| -------- | ------------------------------------------ | -------- | ------------------ | -------- |
| 1.       | Modern Times                               | Kantner  | Kantner, Thomas    | 2:36     |
| 2.       | Mary                                       | Chaquico | J. Sears, Chaquico | 3:37     |
| 3.       | Free                                       | Chaquico | Thomas, Chaquico   | 4:34     |
| 4.       | Alien                                      | P. Sears | J. Sears           | 4:42     |
| 5.       | Stairway To Cleveland (We Do What We Want) | Kantner  | Kantner, Warren    | 3:58     |

## Sestava
- Craig Chaquico – kytara, syntezátor v „Find Your Way Back“, „Mary“ a „Free“, steel bicí v „Mary“
- Aynsley Dunbar – bicí, perkuse, marimba v „Mary“, syntezátor v „Free“
- David Freiberg – zpěv, baskytara v „Find Your Way Back“, piáno v „Stranger“, syntezátor v „Stranger“ a „Modern Times“, varhany v „Wild Eyes“
- Paul Kantner – zpěv, kytara, syntezátor Oberheim v „Stairway to Cleveland“
- Pete Sears – baskytara ve všech písních mimo „Find Your Way Back“, piáno v „Find Your Way Back“, „Wild Eyes“, „Save Your Love“ a „Alien“, syntezátor v „Stranger“, „Save Your Love“ a „Alien“, Moog syntezátor v „Alien“
- Mickey Thomas – zpěv
- Grace Slick – duet s Mickey Thomasem v „Stranger“, zpěv v „Wild Eyes“, „Alien“ a „Stairway to Cleveland“